# Tempestade subtropical Andrea (2007)
A tempestade subtropical Andrea foi a primeira tempestade nomeada e o primeiro ciclone subtropical da Temporada de furacões no Atlântico de 2007. Desenvolveu-se de uma área de baixa pressão não-tropical em 9 de maio cerca de 240 km a nordeste de Daytona Beach, Flórida, três semanas antes do começo da temporada. Depois de encontrar ar seco e ventos verticais de cisalhamento em fortalecimento, Andrea enfraqueceu-se para uma depressão subtropical em 10 de maio enquanto continuava quase estacionário, e na manhã de 11 de maio, o NHC interrompeu a emissão de avisos sobre Andrea. A tempestade produziu ondas fortes ao longo da costa entre a Flórida a Carolina do Norte, causando ressaca e alguns danos. Seis pessoas afogaram-se devido à tempestade.
Andrea foi a primeira tempestade a se formar antes do começo da temporada desde a tempestade tropical Ana em abril de 2003. Além do mais, a tempestade foi a primeira tempestade nomeada em maio desde a tempestade tropical Arlene, em 1981.

## História meteorológica

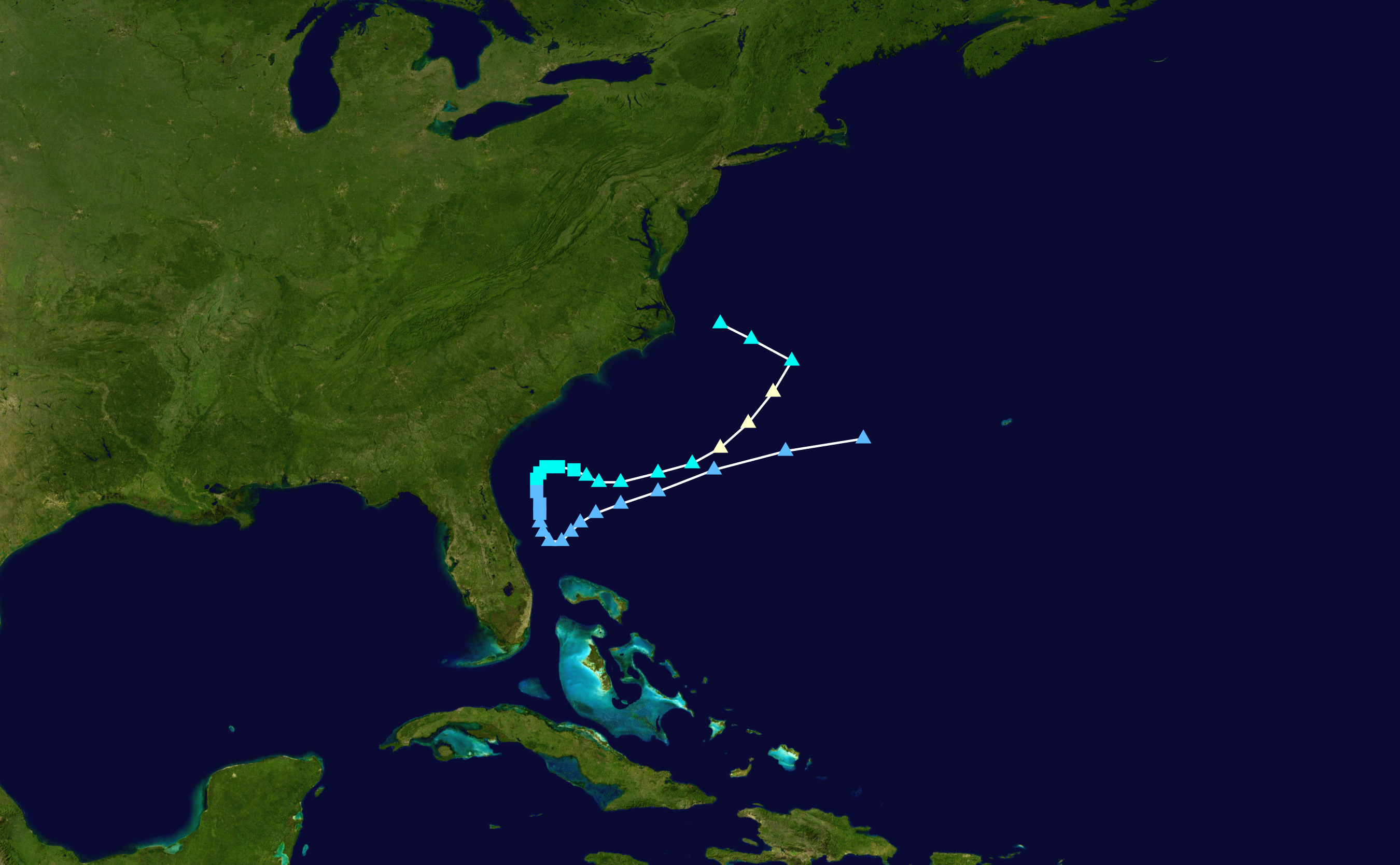
O caminho de Andrea

No começo de maio, um cavado de altos níveis seguiu para o sul na porção oeste do Oceano Atlântico norte, forçando uma frente fria que ia a princípio para sudoeste ir para o sul. Por vários dias, modelos de previsão tinham antecipado que o cavado iria evoluir para uma fechada área de baixa pressão e em 6 de maio, uma área de baixa pressão frontal com uma circulação de ar grande e bem definida desenvolveu-se cerca de 140 a leste do Cabo Hatteras, Carolina do Norte. A área de baixa pressão manteve uma convecção dispersa em volta de sua circulação e, em conjunção com uma forte área de alta pressão ao seu norte, produziu ventos fortes perto da costa. A tempestade extratropical seguiu para o sudeste e depois para o sudoeste e rapidamente a convecção de ar aprofundou-se; em 7 de maio, a tempestade tinha ventos com força de furacão. Mas com a falta de umidade tropical, a sua correspondente convecção era mínima e dispersa.
O NHC primeiro mencionou a possibilidade de ciclogênese tropical em 8 de maio enquanto o sistema localizava-se cerca de 370 km a leste-sudeste do litoral da Carolina do Sul. A sua convecção de ar associada aumentou rapidamente assim que ele seguia lentamente para o oeste a 8–16 km/h. O sistema mudou um pouco durante aquele dia, embora na manhã seguinte, especialistas em furacões indicavam que a área de baixa pressão estava ganhando características subtropicais assim que ele seguia progressivamente sobre águas mornas. Na manhã de 9 de maio, um avião caçador de furacões sobrevoou o sistema e registrou ventos de 70 km/h e um núcleo termal plano, que indicava que o núcleo do sistema não era quente nem frio. Além do mais, imagens de satélite indicaram a consolidação da convecção de ar perto do centro do sistema, assim como pistas de que correntes de ar de altos níveis estavam fluindo do sistema, além da contração do diâmetro da área de ventos fortes de 185 km para 120 km. Baseado em observações e na estrutura híbrida do sistema, o NHC classificou a área de baixa pressão como a tempestade subtropical Andrea às 15:00 UTC de 9 de maio, cerca de 240 km a nordeste de Daytona Beach, Flórida. Durante as análises posteriores da tempestade, pesquisadores estimaram que a tempestade tinha se tornado um ciclone subtropical nove horas antes. Andrea tornou-se a primeira tempestade a se formar antes do começo oficial da temporada desde a tempestade tropical Ana em abril de 2003. Além do mais, Andrea foi a primeira tempestade nomeada em maio desde a tempestade tropical Arlene, em 1981.

Animação mostrando a formação de Andrea

Depois de tornar-se um ciclone subtropical, Andrea ligou-se a um cavado profundo quase estacionário, resultando num movimento para o oeste. Sendo levado para regiões onde a temperatura da superfície do mar não passava de 25° C, a organização do sistema deteriorou-se com uma significativa diminuição na convecção; na manhã de 10 de maio muito dos distúrbios meteorológicos associados à tempestade estavam localizados a leste do ciclone, dentro de uma banda de convecção de ar moderada, devido a um breve período de ventos verticais de cisalhamento. Além do mais, o centro da circulação de ar tinha ficado desorganizado, com várias nuvens pequenas rodopiando dentro da grande circulação de ar. Esta desorganização do centro do sistema, combinada com ventos de cisalhamento em fortalecimento e ar seco suprimindo a atividade convectiva, causou o início do enfraquecimento da tempestade no final daquela manhã. Às 15:00 UTC de 10 de maio, somente algumas tempestades continuavam perto do centro do sistema e então o NHC classificou a tempestade como depressão subtropical. Embora algumas tempestades intermitentes persistiam sobre o semicírculo leste do sistema, a tempestade era fraca e desorganizada; a tempestade não tinha uma convecção de ar muito definida e o NHC parou de emitir avisos sobre Andrea na manhã de 11 de maio, enquanto a tempestade localizava-se cerca de 125 km a nordeste do Cabo Canaveral, Flórida. Na tarde daquele dia, a convecção de ar se fortaleceu novamente perto do centro assim que o sistema seguia para sul-sudeste, embora faltava organização suficiente para qualificar o sistema como um ciclone tropical. Em 12 de maio, a atividade de temporais tinham se organizado muito ao leste do centro do sistema e o NHC observou que um pequeno aumento na convecção de ar poderia resultar na reclassificação do sistema como uma depressão tropical. O sistema acelerou para leste-nordeste, se afastando no litoral dos Estados Unidos sem se desenvolver novamente e depois de passar sobre águas frias os resíduos de Andrea uniram-se a uma frente fria que se aproximava em 14 de maio.

## Preparativos
Devido às ondas fortes da área de baixa pressão precursora de Andrea, o escritório local do Serviço Nacional de Meteorologia dos Estados Unidos emitiu um aviso de ondas altas para a maior parte do litoral entre a Flórida e a Carolina do Norte. Depois de se tornar um ciclone subtropical, o NHC emitiu um alerta de tempestade tropical para as áreas entre a foz do Rio Altamaha, Geórgia e Flager Beach, Flórida. O alerta foi cancelado depois que andrea se enfraqueceu para uma depressão subtropical. Além do mais, aviso de ventos forte foi emitido para a maior parte da costa da Carolina do Norte.
Em Isle of Palms, Carolina do Sul, trabalhadores e dezenas de bombeiros construíram diques para a maré alta da tempestade, depois que a tempestade tinha previamente causado ressaca moderada. Como precaução, as autoridades intencionalmente cortaram o fornecimento de energia elétrica para várias construções desabitadas. As autoridades também fecharam escolas no Condado de Dare, Carolina do Norte, devido à ameaça de ventos fortes da tempestade. O Departamento de Transportes da Carolina do Norte também cancelou o transporte via balsas entre Ocracoke e Knotts Island, Carolina do Norte.

## Impactos

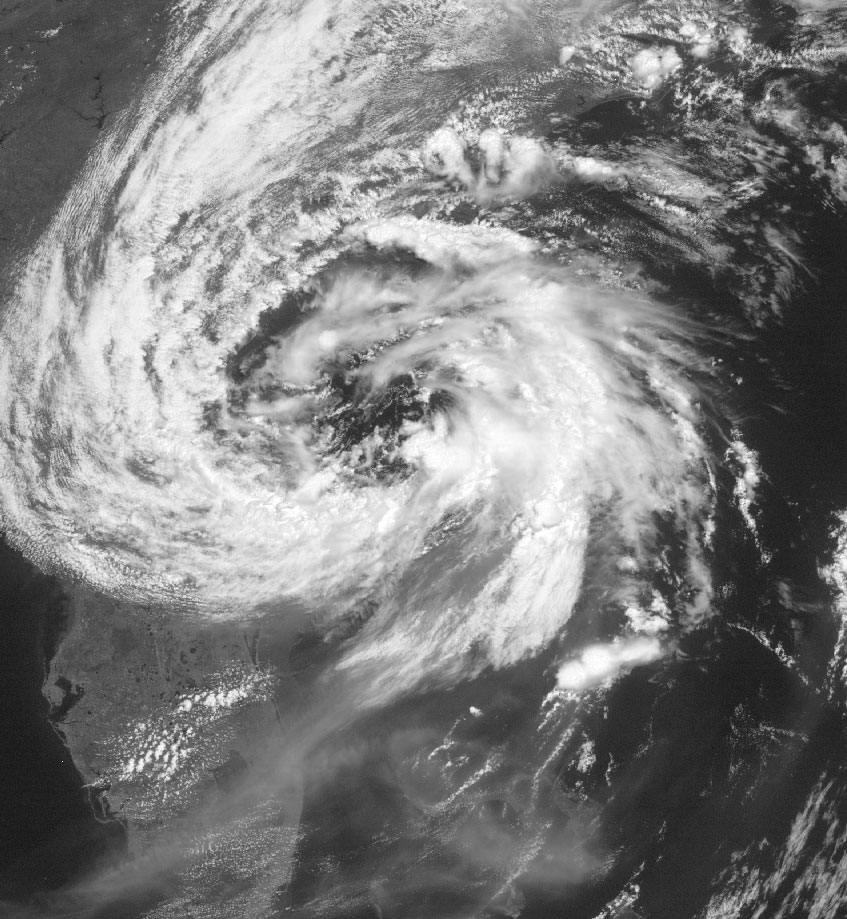
A tempestade subtropical Andrea um pouco antes de ser classificada como tempestade subtropical

Antes de se tornar um ciclone subtropical, a área de baixa pressão produziu rajadas de vento e ondas perigosas perto da costa entre a Carolina do Norte e a Geórgia e depois ao longo da costa da Flórida. Ondas fortes também foram registradas nas Bahamas. As ondas causaram ressacas e inundações em casas próximas à costa ao longo do litoral sudeste dos Estados Unidos.
Próxima à costa da Carolina do Norte, a tempestade produziu ondas de 10 metros e ventos fortes que danificaram três botes; seus nove passageiros foram resgatados pela guarda costeira dos Estados Unidos. Todos os nove estavam feridos; três estavam com hipotermia, um estava com algumas costelas quebradas e um funcionário da Guarda Costeira teve suas costas machucadas devido às ondas fortes. Outro bote com quatro ocupantes desapareceu e depois de doze dias eles estavam ainda desaparecidos. Ondas fortes da área de baixa pressão precursora de Andrea deixaram dois caiaquistas desaparecidos perto de Seabrook Island, Carolina do Sul. Um foi achado no dia seguinte, e o outro foi encontrado morto uma semana depois.
Na costa, os ventos alcançaram 84 km/h em Norfolk, com um registro não oficial de 92 km/h perto de Virginia Beach. Observações similares ocorreram ao longo de Outer Banks, causando a queda de árvores sobre linhas de energia elétrica. Algumas interrupções de energia elétrica isoladas foram registradas. Os danos pelos fortes ventos inclui alguns destelhamentos. Em Elizabeth City, Carolina do Norte, choveu 10 mm em cerca de 2 horas, com vários relâmpagos; um raio feriu dois bombeiros. Os ventos cobriram porções da autovia estadual 12, da Carolina do Norte, com areia e durante um dia a rodovia ficou fechada depois que ondas da tempestade causou o alagamento de 60 m de pista. Em algumas localidades, as ondas invadiram 6 metros de praia, deixando 70 casas em perigo iminente. Em St. Simons Island, Geórgia, a tempestade produziu a elevação da maré para 2,43 metros. Chuvas foram registradas na porção sudeste do estado.
Na Flórida, ondas de até 3 m em altura viraram um bote perto de Flórida; os dois ocupantes foram resgatados sem ferimentos. Além do mais, as ondas deslocaram um barco à vela que tinha sido previamente arrastado na costa em Juno Beach. Ondas grandes inundaram um estacionamento e destruiu vários muros e árvores em Jupiter Beach, o que resultou no fechamento temporário da praia; um galpão de manutenção foi quase destruído. Oito ninhos de tartarugas de couro em Boca Raton depois que ondas atingiram os ninhos. Devido às ondas fortes, o píer de Flager Beach foi fechado por um dia. O departamento de transporte da Flórida construiu diques devido à ressaca. Uma morte foi confirmada quando um surfista afogou-se próxima à costa de New Smirna Beach, Condado de Volusia, Flórida. Bandas de tempestades exteriores de Andrea causou alguma chuva, com o pico de 20 mm em Jacksonville, Flórida; estas bandas de tempestade produziram também rajadas de vento na porção nordeste do estado. Os ventos espalharam a fumaça dos locais dos incêndios florestais para grande parte da Flórida, entre a Baía de Tampa e Miami. Estes ventos fortes causaram também o agravamento destes incêndios florestais, entre o norte da Flórida e o sul da Geórgia